# Liste von Persönlichkeiten der Stadt Kristiansund
Die Liste von Persönlichkeiten der Stadt Kristiansund enthält Personen, die im norwegischen Kristiansund geboren wurden sowie solche, die dort zeitweise gelebt und gewirkt haben, jeweils chronologisch aufgelistet nach dem Geburtsjahr. Die Liste erhebt keinen Anspruch auf Vollständigkeit.

## In Kristiansund geboren

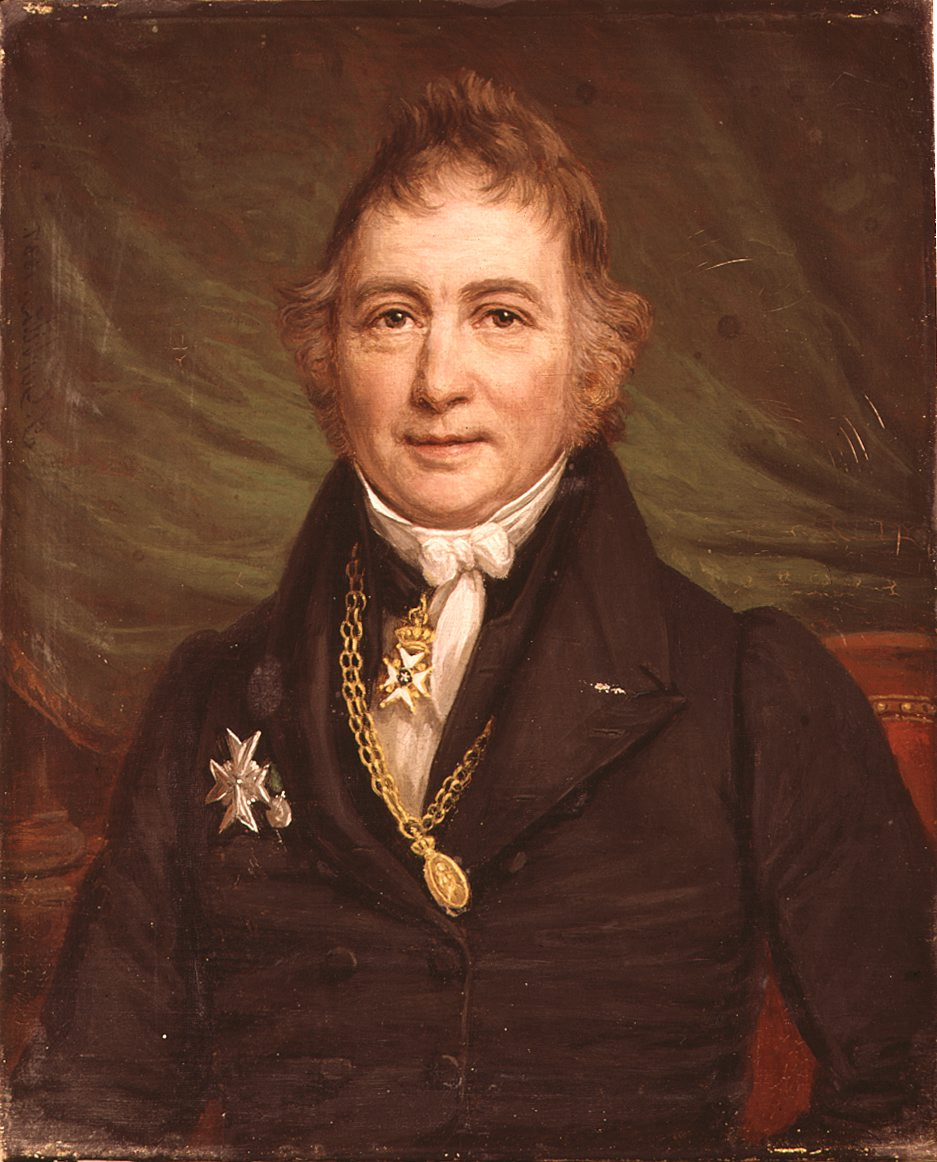
Wilhelm F. K. Christie

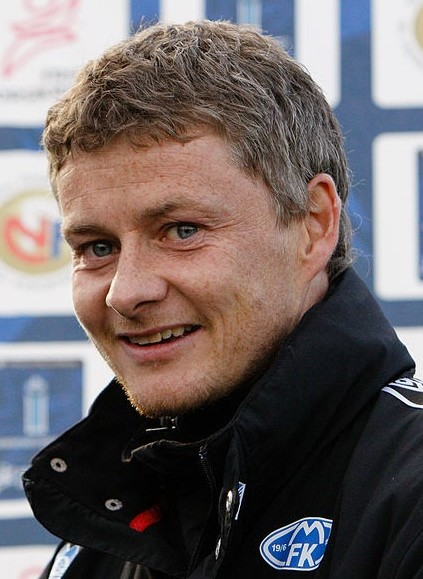
Ole Gunnar Solskjær

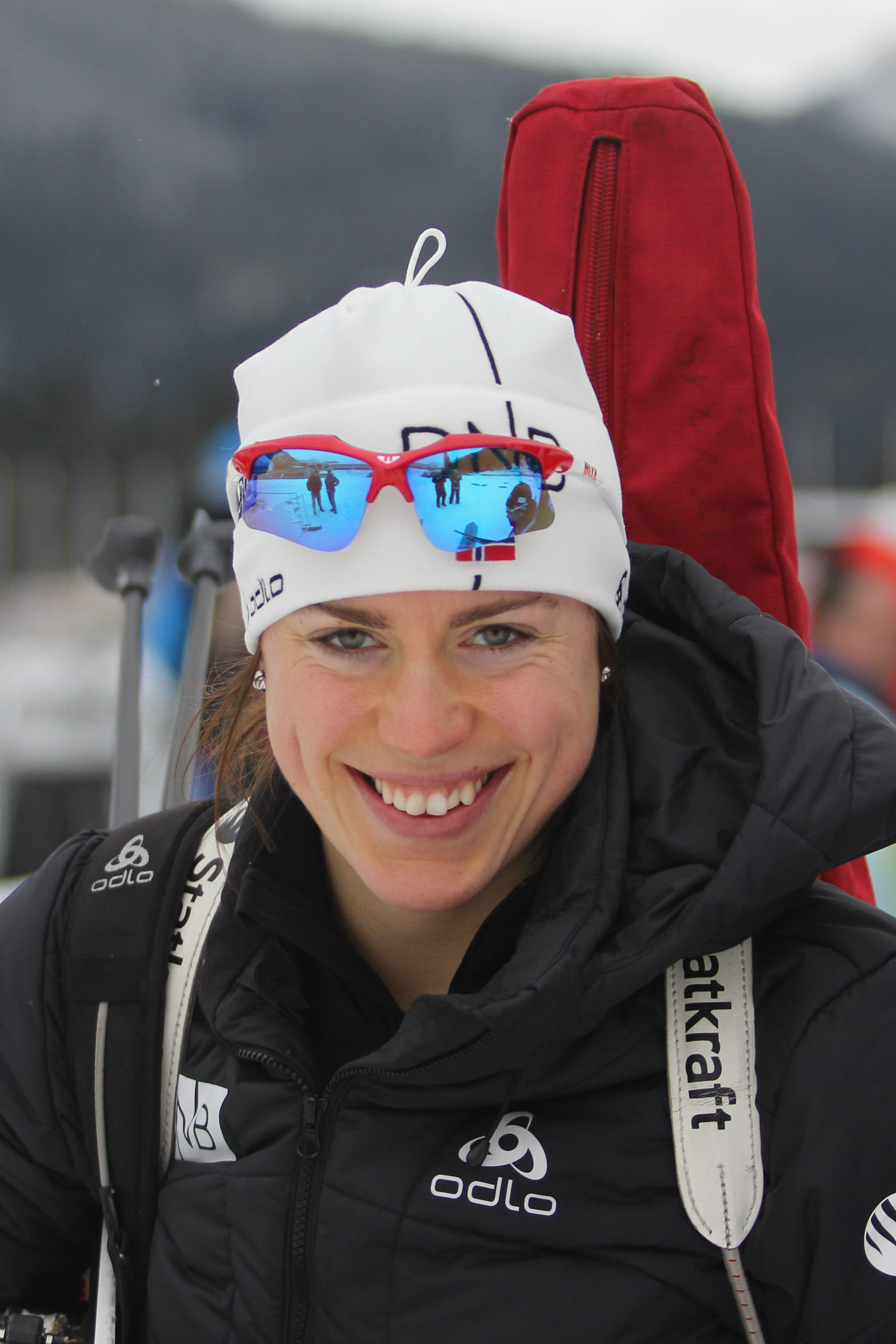
Synnøve Solemdal

### Bis 1800
- Marcus Nissen Myhlenphort (1759–1821), Kaufmann, Fischer und Inspektor von Grönland
- Niels Rosing Bull (1760–1841), Beamter und Inspektor von Grönland
- Wilhelm Frimann Koren Christie (1778–1849), Jurist und Politiker, Mitglied der Reichsversammlung von Eidsvoll 1814

### 1801 bis 1900
- Magnus Thulstrup Bagge (1825–1894), Landschaftsmaler
- Nicolai Hanson (1870–1899), Zoologe und Polarforscher
- Martin Borthen (1878–1964), Segler
- Arne Halse (1887–1975), Speerwerfer
- Arnulf Øverland (1889–1968), Schriftsteller
- Kaare Fostervoll (1891–1981), Politiker, 1945 bis 1948 Minister für Kirchen und Unterricht

### 1901 bis 1950
- Tordis Maurstad (1901–1997), Film- und Theaterschauspielerin
- Magnar Isaksen (1910–1979), Fußballspieler
- Hans Hammond Rossbach (1931–2012), Politiker
- Alv Jakob Fostervoll (1932–2015), Politiker, 1971/72 und erneut 1973 bis 1976 Verteidigungsminister
- Asbjørn Jordahl (1932–2025), Politiker und Journalist
- Eivin Sannes (1937–2019), Jazz-Pianist
- Jan Hoem (1939–2017), Bevölkerungswissenschaftler und Professor für Statistische Demographie
- Sigurd Frisvold (1947–2022), General
- Sigrun Vågeng (* 1950), Behördenleiterin und Verbandsfunktionärin

### 1951 bis 1975
- Solveig Fiske (* 1952), lutherische Geistliche
- Frode Alnæs (* 1959), Fusion- und Jazzgitarrist
- Anders Giske (* 1959), Fußballspieler
- Gøran Sørloth (* 1962), Fußballspieler
- Tor Eckhoff (1964–2021), YouTuber
- Gudrun Annette Høie (* 1970), Weltmeisterin im Ringen
- Øyvind Leonhardsen (* 1970), Fußballspieler
- Arild Stavrum (* 1972), Fußballspieler und Fußballtrainer
- Ole Gunnar Solskjær (* 1973), Fußballspieler und Fußballtrainer
- Trond Andersen (* 1975), Fußballspieler und Fußballtrainer
- Håvard Wiik (* 1975), Jazzpianist, Arrangeur und Komponist

### Ab 1976
- Christian Michelsen (* 1976), Fußballspieler und -trainer
- Synnøve Solemdal (* 1989), Biathletin
- Ørjan Nyland (* 1990), Fußballtorhüter
- Vetle Wang Soleim (* 1993), Politiker
- Stian Gregersen (* 1995), Fußballspieler
- Aurora Watten Mikalsen (* 1996), Fußballtorhüterin

außerdem:
- die Mitglieder der Rockband 120 Days

## Persönlichkeiten mit Bezug zu Kristiansund
- Johan Ernst Gunnerus (1718–1773), Bischof, Botaniker, Ornithologe, Mykologe und Zoologe, gestorben in Kristiansund
- Ulrik Olsen (1885–1963), Politiker, von 1913 bis 1951 Mitglied im Stadtrat von Kristiansund